# Alphonse Thyes
Alphonse George (Alphonse) Thyes, né à Mullendorf, le 5 août 1830 et décédé à Luxembourg-Ville le 15 novembre 1914, est un dessinateur technique et peintre paysagiste luxembourgeois.

## Biographie
Alphonse Thyes est le fils de Dominique Thyes et de Marguerite Schreiner. Il fait ses études dans l'atelier du peintre Jean-Baptiste Fresez. De son mariage avec Louise Ewert naissent six enfants, dont Marguerite Thyes (1862-1920) et André Thyes (1867-1952).
Thyes est dessinateur technique à la Société royale grand-ducale des chemins de fer Guillaume-Luxembourg, société fondée en 1857 pour construire quatre lignes de chemin de fer à partir de la ville de Luxembourg. Il était également actif en tant que peintre paysagiste. Thyes fait partie des membres fondateurs du Cercle artistique de Luxembourg (CAL), avec son fils André et, entre autres, les architectes Jean-Pierre Knepper, Jean-Pierre Koenig, Charles Mullendorff, Georges Traus et Auguste van Werveke, les auteurs Pol Clemen, Nicolas Liez et Batty Weber, le sculpteur Jean-Baptiste Wercollier, le maître-verrier Pierre Linster, les peintres Pierre Blanc, Reginald Bottomley, Michel Engels, Michel Heiter, Frantz Heldenstein et Jean-Pierre Huberty et le dessinateur Eugène Kurth. Thyes et Heldenstein font des nestor de l'association. En 1894, Alphonse participe au premier Salon du CAL,, avec André et Marguerite. Il participera aux salons annuels jusqu'en 1902.
Alphonse Thyes meurt à l'âge de 84 ans. L'éloge funèbre est prononcé par Ferdinand d'Huart, président du CAL.